# Періодизація історії України
Періодизація історії України — раціональний спосіб впорядкування масиву емпіричної та теоретичної інформації стосовно процесів на історичних землях України.
Уперше зміст історичного процесу в Україні як самобутнього, хоч і пов'язаного з литовською, польською, турецькою, російською і австрійською історією, науково обґрунтував Михайло Грушевський у статті «Звичайна схема руської історії й справа раціонального укладу історії східного слов'янства», надрукованій у Санкт-Петербурзі в травні 1904. Самій періодизації вчений не надавав особливого значення, іноді розподіляючи матеріал між томами «Історії України-Руси» без прив'язки до ключових дат вітчизняної історії. Наприклад, 4-й т. він завершив ключовою подією — Люблінською унією 1569, але 8-й почав із розгляду подій після Куруківської угоди 1625, а закінчив подіями 1650. Отже, така ключова дата, як початок визвольної війни українського народу (1648), загубилася в середині тому.

## Періодизація історичного процесу за М.Грушевським
Оскільки багатотомна «Історія України-Руси» була доведена тільки до 1658, вивчати періодизацію історичного процесу за М.Грушевським доцільніше на підставі «Нарисів історії українського народу», які були вперше опубліковані російською мовою 1904. М.Грушевський виділяв у минулому України додержавний період, 3 етапи в історії Київської держави — процес творення (9—10 ст.), поступовий розклад (11—12 ст.), а також етап удільної роздробленості з окремим розглядом історії Галицько-Волинської держави (13—14 ст.). Потім він зупинявся на переході українських земель під владу Великого князівства Литовського і Польщі (14—15 ст.) та на «збиранні» українських земель Королівством Польським (15—16 ст.). Окремо досліджувалося питання про походження й розвиток козацтва (до 1648). Далі у двох розділах розглядалися визвольна війна під проводом Б.Хмельницького і події в Україні після смерті гетьмана, аж до Бахчисарайського перемир'я, укладеного 1680 між Російською державою, Османською імперією і Кримським ханатом. Наступні розділи присвячувалися періоду 1681—1708 й діяльності останніх гетьманів аж до ліквідації в 1764 інституту гетьманства. Нарешті, аналізувався віковий процес укр. відродження в Російській і Австрійській імперіях (до 1860-х рр. включно), а також останні десятиліття укр. історії (з 1870-х рр.). Таким чином, схема М.Грушевського була поділена на структурні частини, які відділялися одна від одної найдоленоснішими подіями в житті укр. народу.

## Періодизація історії України зразка 1936—1937
Наступна спроба періодизувати український історичний процес була здійснена взимку 1936/1937 у новоутвореному Інституті історії України АН УРСР. Невеликий колектив інституту одразу розпочав готувати та публікувати «Нариси з історії України», побудовані за хронологічним принципом. Були визначені 17 випусків, перший з яких опубліковано уже 1937: «Київська Русь і феодальні князівства XII—XIII ст.» (К.Гуслистий, Ф.Ястребов). План випуску «Нарисів…» був відкорегований 1938 згідно зі структурою «Історії ВКП(б)». Перед війною встигли побачити світ тільки перші випуски, не пов'язані за періодизацією з нормативним коротким курсом. Зокрема, 1939 з'явився випуск 2-й «Україна під литовським пануванням і захоплення її Польщею (з XIV ст. по 1569 р.)» К.Гуслистого, випуск 4-й «Визвольна війна українського народу проти гніту шляхетської Польщі і приєднання України до Росії (1648—1654)» М.Петровського і випуск 8-й «Україна в першій половині XIX ст.» Ф.Ястребова. 1941 К.Гуслистий надрукував випуск 3-й «Визвольна боротьба українського народу проти шляхетської Польщі в другій половині XVI і в першій половині XVII ст.» Тоді ж з'явився сигнальний примірник випуск 6-го О.Оглоблина «Україна наприкінці XVII — першій чверті XVIII ст.» Уже під час війни, 1944, Ф.Лось надрукував вип. 11-й «Україна в роки столипінської реакції». 1951 поза рамками вже призабутого видавничого проєкту «Нарисів…» вийшла у світ книга М.Супруненка «Україна в період іноземної воєнної інтервенції і громадянської війни (1918—1920)». За опублікованими випусками можна встановити хронологію неопублікованих: випуск 5-й — з 1655 до кінця 17 ст., випуск 7-й — з 2-ї чверті до кінця 18 ст., випуск 9-й — 2-га пол. 19 ст., випуск 10-й — 1900—07.
Вплив періодизації М.Грушевського відчувався тільки у випусках «Нарисів…», присвячених давній історії України. Випуск 6—9-й вже будували за датами правління російських царів, а періодизація 20 ст. цілком визначалася «Історією ВКП(б)».
Важливою характеристикою періодизації є поділ епохи, що вивчається, на різні за тривалістю етапи. Застосовуючи збільшувальне або зменшувальне скло в аналізі подій за тривалий час, можна загострити або відвернути увагу від фактів, що видаються важливими чи другорядними. Як правило, в загальних курсах історії рівень узагальнення матеріалу зменшується в міру наближення до сучасності. Це пояснюється не стільки відсутністю масових джерел у віддалених епохах, скільки більшою заінтересованістю суспільства і/або держави в осмисленні недавнього минулого.
В історичній схемі М.Грушевського, яка охоплювала понад тисячу років української історії, перші вісім віків були поділені на чотири етапи, а доленосне 17 ст.(включно з повстанням І.Мазепи проти царя Петра I 1708) — теж на чотири. 18—19 ст. поділялися в сукупності на три етапи.
Періодизація «Нарисів…» була принципово іншою. Перші вісім віків охоплювалися двома випусками, окремий випуск присвячувався 2-й пол. 16 — 1-й пол. 17 ст., два випуски — 2-й пол. 17 ст., по два — 18 і 19 ст. і, нарешті, вісім випусків (якщо користуватися первинним планом незавершених «Нарисів…») припадало на 1-шу пол. 20 ст. Ця грандіозна праця повинна була закріпити в національній пам'яті прихід до влади партії більшовиків та її соціально-економічні перетворення.

## Партійна критика
Під час перебування при владі в Україні 1947 Лазар Каганович звернув особливу увагу на ідеологічні проблеми. 29 серпня 1947 ЦК КП(б)У з його ініціативи прийняв постанову «Про політичні помилки і незадовільну роботу Інституту історії України Академії наук УРСР». «Нариси з історії України» та інші підготовлені співробітниками інституту праці кваліфікувалися як антимарксистські, оскільки не спиралися на фундамент формаційної теорії. Перед інститутом висувалося завдання підготувати короткий курс «Історії України». Московським історикам доручалося надати йому допомогу в розробці концепції нормативного курсу (включно з періодизацією) на базі «ленінсько-сталінського вчення про соціально-економічні формації».

## Підготовка курсу «Історії Української РСР»
Підготовка такого курсу розтягнулася в часі. 1-й т. «Історії Української РСР» був надрукований тільки 1953. 1955 цей том вийшов друком повторно у зв'язку з необхідністю внести виправлення в текст, пов'язані зі змінами в політичній ситуації після смерті Й.Сталіна. Ці виправлення, однак, не торкнулися періодизації. Рукопис 2-го тому так само багатократно перероблявся, постійно збільшуючись в обсязі. Остання ґрунтовна переробка була здійснена після XX з'їзду КПРС, внаслідок чого том був опублікований двічі: і в 1956, і 1957. Двотомник загальним обсягом 1685 сторінок став взірцевим. На ньому в Україні базувалися вся агітмасова робота, підготовка підручників для школи, творчість майстрів культури, пов'язана з історичною тематикою, тощо.
1-й т. «Історії Української РСР» видань 1953 і 1956 (за редакцією О.Касименка) завершувався Лютневою революцією 1917. 2-й том починався з Жовтневої революції 1917, яку історики більшовицької партії штучно вилучили зі всеросійського революційного процесу і об'єднали в єдине ціле з комуністичною революцією, розпочатою в радянській Росії з 1918, а в радянській Україні — з 1919. Внаслідок цього виклад загальносоюзної і української історії поділився на два макроперіоди — «дожовтневий» і радянський — з кількісним співвідношенням текстів 1: 1.
У 1-му т. «Історії Української РСР» налічувалося 15 хронологічних періодів-розділів. Перша третина розділів охоплювала історичний час від первіснообщинного ладу до козацько-селянської війни під проводом Б.Хмельницького. Заключна третина розділів присвячувалася подіям 2-ї пол. 19 і поч. 20 ст. Назви цієї третини розділів копіювали назви структурних частин короткого курсу «Історії ВКП(б)». Третина розділів виділялася на історичний час від середини 17 ст. до 1-ї пол. 19 ст.
Назви розділів 1-го тому були витримані в дусі формаційної теорії. Червоною ниткою проходила теза про посилення від століття до століття феодально-кріпосницького гноблення народних мас. Тема боротьби проти національного гноблення закінчувалася на визвольній війні проти польського панування.
Радянська доба в 2-му т. «Історії Української РСР» поділялася на 9 розділів, назви яких збігалися з директивною історико-партійною періодизацією. Зокрема, події 1917, за винятком Лютневої революції, розглядалися в 1-му розділі під назвою «Підготовка і проведення Великої Жовтневої соціалістичної революції. Встановлення Радянської влади на Україні». Розпад Російської імперії після повалення самодержавства і революційні процеси в її національних регіонах ігнорувалися радянською історіографією. Тому діяльність Української Центральної Ради зображалася в томі максимально стисло і в карикатурному вигляді.
Розділ 2-й мав назву «Українська РСР в період іноземної воєнної інтервенції і громадянської війни 1918—1920». Відповідно до вимог історико-партійної періодизації вся діяльність Української Держави гетьмана П.Скоропадського зводилася до кількох абзаців у тексті, присвяченому боротьбі робітників і селян під керівництвом більшовиків (всі інші політичні сили ігнорувалися) проти австро-німецьких окупантів. Так само ігнорувалися історія Української Народної Республіки доби Директорії та історія Західноукраїнської Народної Республіки. Події 1919—20 описувалися суто як боротьба білогвардійців і червоноармійців на території України.
Хоча короткий курс «Історії ВКП(б)» був вилучений з обігу одразу після смерті Й.Сталіна, продиктована ним періодизація залишалася чинною аж до кінця існування радянського ладу. Єдиним винятком були зміни в назві поточного історичного періоду, пов'язані з кризою комуністичної перспективи.
На відміну від інших мислителів свого часу Карл Маркс розглядав соціалізм як першу фазу комунізму (комунізм виробництва) і у зв'язку з цим допускав наявність певної відстані в часі між соціалізмом і повним комунізмом (комунізм споживання). Тому після провалу першого комуністичного штурму В.Ленін заявив, що найближчою метою партії є будівництво соціалізму. Комунізм як суспільство, в якому кожна людина споживатиме матеріальні блага за потребами, відсувався на певну, але не надто віддалену відстань. XVIII з'їзд ВКП(б) 1939 оголосив, що соціалізм в СРСР вже побудований, і взяв курс на поступовий перехід до комунізму. Роки 1938—41 почали характеризувати як «період боротьби за завершення соціалістичного будівництва і поступовий перехід до комунізму».
У перевиданому російською мовою 1969 двотомнику «История Украинской ССР» (ред. — К.Дубина) назва розділу, в якому розглядався період 1938—41, звучала вже по-іншому: «УРСР в період зміцнення і дальшого розвитку соціалістичного суспільства». Останній розділ цього тому формулювався коротко і рішуче: «На шляху до комунізму». Прийнята в жовтні 1961 XXII з'їздом КПРС партійна програма прогнозувала встановлення комунізму 1980, тому для інших формулювань не залишалося місця.

## Рятівна концепція «розвинутого соціалізму»
У 8-томній (у 10-ти книгах) «Історії Української РСР» (ред. — Ю.Кондуфор), яка виходила у світ під грифом Інституту історії АН УРСР 1977—79, вже враховувалася рятівна концепція «розвинутого соціалізму». Кремлівські ідеологи зрозуміли, що надійшов час якомога далі відсунути зобов'язання державної партії розподіляти блага за потребами, а тому поставили між соціалізмом і повним комунізмом ще один етап невизначеної тривалості — розвинутий соціалізм. 2-га книга останнього тому мала назву «Українська РСР в період розвинутого соціалізму і будівництва комунізму (кінець 50-х — 70-і рр.)». Нарешті, під час перевидання цієї багатотомної праці російською мовою (1981—85) термін «комунізм» відсунувся в далеку перспективу. 10-й т. «Истории Украинской ССР» мав таку назву: «УРСР в умовах розвинутого соціалізму (60-ті — поч. 80-х рр.)».

## Періодизація за О.Субтельним
1991 в перекладі на українську мову вийшла у світ книга канадського професора О.Субтельного «Україна: Історія». Минуле України автор поділяв на 6 великих періодів:
- найдавніші часи;
- Київська Русь;
- польсько-литовська доба;
- козацька ера;
- під імперською владою;
- Україна у 20 ст.

Завдяки відданості автора маловідомій тоді українському соціуму школі М.Грушевського і відсутності фразеології в дусі формаційної теорії, яка доводила невідворотність комунізму, ця книга здобула шалену популярність і витримала ще 3 видання, одне з яких — російською мовою. З'ясувалося, однак, що канадський історик не зміг врахувати у своїй книзі всіх «білих плям», які вже виявили українські історики після того, як полегшився доступ до архівів. Через це його книга почала витискуватися з повсякденного вжитку виданнями, створеними під грифом Інституту історії України.
Йдеться передусім про 2-томник «Історія України: Нове бачення» (т. 1, 1995; т. 2, 1996; за редакцією В.Смолія). Він містив у собі багато новацій.

## «Історія України: Нове бачення»
По-перше, замість Російської революції, яка в радянській історіографії була штучно поділена на Лютневу і Жовтневу, в центрі подій 1917 опинилася Українська революція. Поряд із радянською формою державності, котра в грудні 1917 була тільки проголошена, в томі аналізувалися за період 1917—20 інші форми національної державності: УНР доби УЦР, Українська Держава гетьмана П.Скоропадського, УНР доби Директорії, ЗУНР.
По-друге, замість відбудовного періоду 1921—25 в томі виокремлювався період нової економічної політики 1921—28 як тимчасового перепочинку між двома комуністичними штурмами — ленінським і сталінським. Історія радянської України в томі досліджувалася в рамках комуністичного штурму, замаскованого В.Леніним в 1921 під політику «воєнного комунізму», нібито нав'язану радянській владі внутрішньою контрреволюцією та інтервентами. У цьому світлі концепція непу набувала зовсім інших рис, ніж та, що панувала в радянській історіографії. В історії комуністичного будівництва період 1921—28 заслуговував на аналіз історичних процесів у його власних хронологічних рамках. Відбудовний процес, який ще не закінчився після затвердження XIV з'їздом ВКП(б) в грудні 1925 генеральної лінії на індустріалізацію, ставав лише однією з рис непу.
По-третє, чотири етапи історико-партійної періодизації (від 1929 до 1940) об'єднувалися в цілісний історичний період сталінської «революції зверху» (1929—38). У 2-томнику цей період фігурував під назвою «Великий перелом». Так називалася стаття Й.Сталіна в газеті «Правда», яка стала сигналом для здійснення примусової суцільної колективізації сільського господарства.
По-четверте, у 2-томнику фігурувала Друга світова війна, а не тільки Велика вітчизняна війна Радянського Союзу з нацистською Німеччиною та її союзниками. Західна Україна з її багатомільйонним населенням потрапила у вир світової війни з першого дня — 1 вересня 1939.
Запропонована авторським колективом 2-томника періодизація була використана в однотомнику «Історія України: Нове бачення». Ця книга створювалася тим же здебільшого авторським колективом під керівництвом того ж відповідального редактора. Вона мала офіційний статус навчального посібника і видавалася тричі — 1997, 2000 і 2002. На підставі цієї ж періодизації було побудоване і 1998—2000 побачило світ 15-томне зібрання авторських монографій «Україна крізь віки» (удостоєне Державної премії України в галузі науки і техніки за 2001).